# Craspia hypolispa
Craspia hypolispa is een vlinder uit de familie van de spinners (Lasiocampidae). De wetenschappelijke naam van de soort is voor het eerst geldig gepubliceerd in 1930 door Tams.